# Trigonotis zhuokejiensis
Trigonotis zhuokejiensis är en strävbladig växtart som beskrevs av Wen Tsai Wang. Trigonotis zhuokejiensis ingår i släktet Trigonotis och familjen strävbladiga växter. Inga underarter finns listade i Catalogue of Life.